# Junya Sano
Junya Sano, nascido a 9 de janeiro de 1982 em Shizuoka, é um ciclista japonês, membro da equipa Matrix-Powertag desde 2016.

## Palmarés
2010
- 1 etapa do Tour de Kumano

2011
- 1 etapa do Tour de Hokkaido
- 2º no Campeonato do Japão Contrarrelógio

2012
- 2º no Campeonato do Japão Contrarrelógio

2014
- 2º no Campeonato do Japão Contrarrelógio
- Campeonato do Japão em Estrada

2016
- 2º no Campeonato do Japão Contrarrelógio

2017
- 2º no Campeonato do Japão Contrarrelógio
- Tour de Okinawa

2018
- 1 etapa do Tour de Kumano
- 2º no Campeonato do Japão em Estrada